# أينال (اسم)
أيـنال هو اسم عربي تاريخي أصيل[ ؟ ] وقد سمي بهذا الاسم عدد من ملوك العرب قديماً
وكَذَا اسم ينال هو اسم عربي تاريخي أصيل،هو فعل مضارع ومعناه واضح جداً ينال ويحصل على مايريد.